# Tak et le Pouvoir de Juju (jeu vidéo)
Pour série télévisée d'animation, voir Tak et le Pouvoir de Juju (série télévisée d'animation).
Tak et le Pouvoir de Juju (Tak and the Power of Juju) est un jeu vidéo de plates-formes développé par Avalanche Software et édité par THQ, sorti en 2003 sur GameCube, PlayStation 2 et Game Boy Advance.

## Accueil
- GameSpot : 6,8/10[1]